# Pedro Chaluja
Pedro Chaluja (nacido el 14 de marzo de 1962) es un dirigente de fútbol y empresario panameño, expresidente de la Federación Panameña de Fútbol (Fepafut) y miembro del Consejo de la CONCACAF y del Consejo de la FIFA y actual presidente de la UNCAF.

## Trayectoria
Chaluja es un empresario que comenzó en el mundo del futbol como dirigente e inversionista del Club Deportivo Árabe Unido, el 15 de diciembre de 2010 fue electo en  como nuevo presidente de la Fepafut para el período 2010-2014, los resultados fueron 13 votos sobre 7 contra Lucas Alemán, La toma de posesión de la nueva Junta Directiva de la Fepafut fue el 15 de enero de 2011,el 6 de diciembre de 2014 fue reelecto como presidente de la Fepafut para el período 2014-2018, los resultado fueron 19 votos a favor y una abstención donde solo participó la nómina de Chaluja.el 30 de julio de 2017 fue asignado como miembro del Comité Ejecutivo de la FIFA. en su ultimó periodo como presidente de la Fepafut la selección mayor pudo clasificar a su primera Copa Mundial de Fútbol, el 23 de febrero de 2023 fue electo de manera unánime como nuevo presidente de la UNCAF para el periodo 2023-2027 sustituyendo al guatemalteco Rafael Tinoco.